# 사파동
사파동(沙巴洞)은 대한민국 경상남도 창원시 성산구의 행정동 및 법정동이다. 대방로를 중심으로 북쪽에 위치하고 있으며 비음산과 대암산을 배경으로 전형적인 전원주택지와 대단위 아파트단지로 조성되어 있으며, 국도 제25호선 도로가 완공되면 창원국가산업단지와 인근 동읍, 김해 진영, 밀양으로 연결하는 교통중심지역으로 발전될 것으로 기대된다. 아파트와 단독주택지로 형성되어 있으며, 지방법원과 검찰청이 있어 변호사, 법무사 등 자유업이 발달되어 있다.

## 역사
사파동은 사파정동에서 유래된 말로, 사파정동은 본래 창원군 당시 상남면 사파정리인데, 이 마을은 품질 좋은 남면쌀의 주산지이며, 쌀밭들에서 살무정, 살푸정으로 다시 사파정으로 말이 변했다. 그리고, 1914년 행정구역 폐합에 의하여 개월촌, 구지촌, 동산을 병합하여 사파정이라 하였다.
- 1973년 7월 1일 창원군 상남면에서  마산시 남부출장소 용지지소, 성주지소
- 1976년 9월 1일 상남도 창원지구 출장소 용지지소, 성주지소
- 1980년 4월 1일 창원시 토월동, 남산동
- 1990년 5월 1일 창원시 사파동 (토월동 → 신월동, 사파동 분동)
- 1994년 7월 1일 창원시 대방동 (남산동 → 남산동, 대방동 분동)
- 1995년 3월 1일 창원시 사파동 (사파동 → 사파동, 상남동 분동)
- 1997년 7월 16일 창원시 사파동 (沙巴洞) : 사파동 + 대방동 통합/대동(大洞)제로 사파동 출범[2]

## 법정동
- 남산동(南山洞)
- 사파동(沙巴洞)
- 사파정동(沙巴丁洞)
- 토월동(吐月洞)
- 대방동(大方洞)

## 주거
| 단지명                 | 건설사         | 시행사     | 주소                      | 입주       | 비고 |
| ---------------------- | -------------- | ---------- | ------------------------- | ---------- | ---- |
| 대방1차 대동황토방     | ㈜대동종합건설 | ㈜대동주택 | 성산구 창이대로881번길 19 | 2001년 5월 |      |
| 대방2차 대동디지털황토 | ㈜대동         | ㈜대동주택 | 성산구 창이대로881번길 8  | 2001년 9월 |      |

## 교육
- 사파초등학교
- 사파중학교
- 사파고등학교

## 명소
- 비음산 진례산성
- 비음산 진례산성 철쭉 축제
- 대암산